# Fritz Cohn
Fritz Cohn, född 12 maj 1866 i Königsberg (nuvarande Kaliningrad), död 14 december 1922 i Berlin, var en tysk astronom. 
Cohn anställdes 1898 vid observatoriet i Königsberg, 1893 tillika som privatdocent och 1905 som professor vid universitetet samt blev 1909 professor i astronomi vid Berlins universitet, direktör för Astronomisches Rechen-Institut och huvudredaktör för "Berliner Astronomisches Jahrbuch". 
Av Cohns publikationer kan nämnas Lames' Funktion mit komplexen Parametern (1888), Rectascensionsbeobachtungen von 4066 Sternen (1909), Die Grundbegriffe der sphärischen Astronomie (tillsammans med J. Peters, "Berliner Astronomisches Jahrbuch", 1916) och Die neuere Methoden der Bahnbestimmung ("Vierteljahrschrift der Astronomischen Gesellschaft", 1918). Han utgav "Astronomischer Jahresbericht", band 12–23 (Berlin 1910–21).